# Liriomyza asterivora
Liriomyza asterivora este o specie de muște din genul Liriomyza, familia Agromyzidae, descrisă de Mitsuhiro Sasakawa în anul 1956. Conform Catalogue of Life specia Liriomyza asterivora nu are subspecii cunoscute.